# Władysław Segda
Władysław Hipolit Segda, né le 23 mai 1895 à Przemyśl et mort en 1994 à Édimbourg, est un escrimeur polonais, pratiquant les trois armes.

## Palmarès

### Jeux olympiques
- 1928 à Amsterdam, Pays-Bas
  -  Médaille de bronze en sabre par équipes
- 1932 à Los Angeles, États-Unis
  -  Médaille de bronze en sabre par équipes
- 1936 à Berlin, Allemagne
  - Participation

### Championnats de Pologne
- entre 1925 et 1939:
  - 6  Champion de Pologne de fleuret
  - 2  Champion de Pologne d'épée
  - 6  Champion de Pologne de sabre